# 有明北インターチェンジ
有明北インターチェンジ（ありあけきたインターチェンジ）は鹿児島県志布志市有明町伊崎田にある都城志布志道路（末吉松山有明道路・有明道路）のインターチェンジである。2008年（平成20年）2月15日に松山IC - 有明北ICが開通したのに伴い、供用を開始した。

## 接続する道路

### 直接接続
- 鹿児島県道63号志布志福山線

### 間接接続
- 鹿児島県道・宮崎県道109号飯野松山都城線

## 沿革
- 2008年（平成20年）2月15日：松山IC - 有明北IC間開通に伴い、供用開始。
- 2018年（平成30年）3月4日 : 有明北IC - 有明東IC間開通[1]。

## 隣のインターチェンジ
都城志布志道路（末吉松山有明道路）
松山IC - 有明北IC - 伊崎田IC